# Chinojeż
Chinojeż (Mesechinus) – rodzaj ssaków z podrodziny jeży (Erinaceinae) w obrębie rodziny jeżowatych (Erinaceidae).

## Zasięg występowania
Rodzaj obejmuje gatunki występujące w Azji.

## Morfologia
Długość ciała (bez ogona) 120–267 mm, długość ogona 12–46 mm, długość ucha 16–48 mm, długość tylnej stopy 28–47 mm; masa ciała 112–1100 g.

## Systematyka
Rodzaj zdefiniował w 1951 roku rosyjski zoolog Siergiej Ogniow na łamach czasopisma Biułletienʹ Moskowskogo obszczestwa ispytatielej prirody. Na gatunek typowy Ogniow wyznaczył (oryginalne oznaczenie) chinojeża dauryjskiego (M. dauuricus).

### Etymologia
Mesechinus: gr. μεσος mesos ‘środkowy, pośredni’; εχινος ekhinos ‘jeż’.

### Podział systematyczny
Do rodzaju należą następujące występujące współcześnie gatunki:
| Grafika | Gatunek               | Autor i rok opisu | Nazwa zwyczajowa    | Podgatunki         | Rozmieszczenie geograficzne | Podstawowe wymiary                            | Status IUCN |
| ------- | --------------------- | --- | ------------------- | ------------------ | --- | --------------------------------------------- | ----------- |
|         | Mesechinus wangi      | He Kai, Jiang Xuelong & Ai Huaisen, 2018 |                     | gatunek monotypowy | Chińska Republika Ludowa (rezerwat przyrody Gaoligongshan)                                                                                     | DC: 17,7–24 cm DO: 1,4–1,8 cm MC: 336–451 g   | NE          |
|         | Mesechinus miodon     | (O. Thomas, 1908) |                     | gatunek monotypowy | Chińska Republika Ludowa (wschodnia Ningxia i północne Shaanxi)                                                                                | DC: 12–22 cm DO: 2,5–436 cm MC: 230–750 g     | NE          |
|         | Mesechinus dauuricus  | (Sundevall, 1842) | chinojeż dauryjski  | gatunek monotypowy | Rosja (Zabajkale na wschód do górnego biegu rzeki Amur), środkowa i wschodnia Mongolia oraz północna i środkowa Chińska Republika Ludowa       | DC: 24–27 cm DO: 2,6–3,4 cm MC: 1–1,1 kg      | LC          |
|         | Mesechinus hughi      | (O. Thomas, 1908) | chinojeż mandżurski | gatunek monotypowy | Chińska Republika Ludowa (południowe Gansu, południowe Shaanxi, Shanxi, południowy Henan oraz północno-wschodni i południowo-wschodni Syczuan) | DC: 14,8–23 cm DO: 1,2–2,4 cm MC: 112–750 g   | LC          |
|         | Mesechinus orientalis | Shi Zifan, Yao Hongfeng, He Kai, Bai Weipeng, Zhou Jiajun, Fan Jingyi, Su Weiting, Nie Wenhui, Yang Shuzhen, Onditi, Jiang Xuelong & Chen Zhongzheng, 2023 |                     | gatunek monotypowy | wschodnia Chińska Republika Ludowa (południowe Anhui i północno-zachodni Zhejiang)                                                             | DC: 17,6–19,8 cm DO: 1,6–2,7 cm MC: 299–414 g | NE          |

Kategorie IUCN:  LC  – gatunek najmniejszej troski;  NE  – gatunki niepoddane jeszcze ocenie.
Opisano również gatunek wymarły z plejstocenu dzisiejszej Chińskiej Republice Ludowej:
- Mesechinus koloshanensis (Yang Zhongjian & Liu Dongsheng, 1951)